# 아센 하르테나우

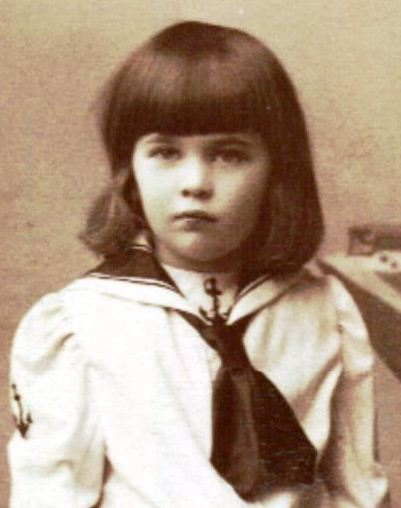
아센 하르테나우

아센 하르테나우(Assen Hartenau, 1890년 1월 16일 ~ 1965년 3월 15일)는 어린 시절 하르테나우 백작이라는 칭호를 사용했으며 오스트리아 공무원이자 폐위된 알렉산더르 1세(재위 1879년 ~ 1886년)의 아들이었다.